# 托普基區

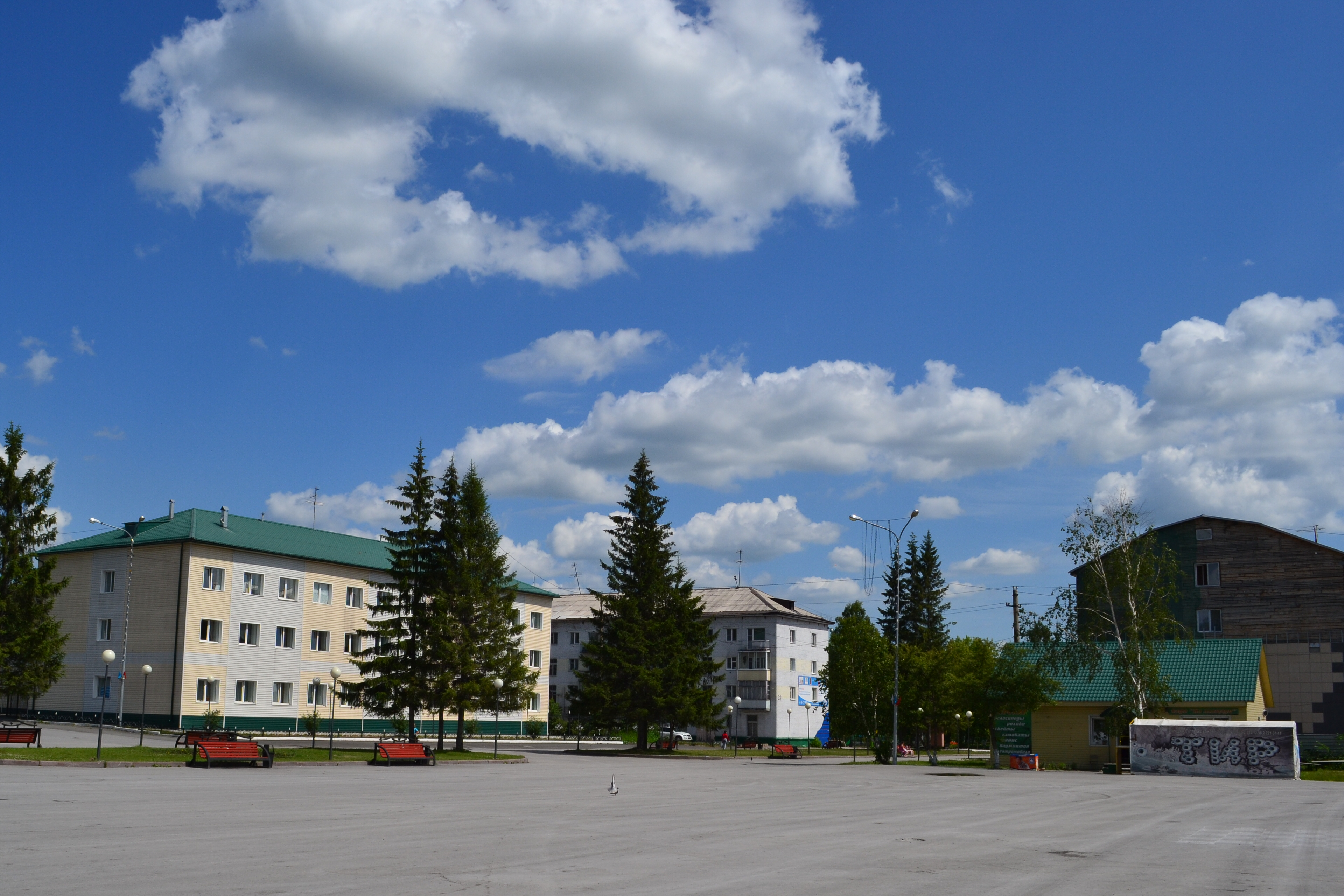

55°17′N 85°37′E / 55.283°N 85.617°E
托普基區（俄语：Топкинский район），是俄羅斯的一個區，位於該國南部，由科麥羅沃州負責管轄，面積2,774平方公里，2010年該區人口16,246，人口密度每平方公里5.86人。